# Renée Garilheová
Renée Garilheová (15. června 1923 – 6. července 1991 Paříž, Francie) byla francouzská sportovní šermířka, která se specializovala na šerm fleretem. Francii reprezentovala ve čtyřicátých a padesátých letech. Na olympijských hrách startovala v roce 1948, 1952, 1956 v soutěži jednotlivkyň a v roce 1960 v soutěži jednotlivkyň a družstev. V soutěži jednotlivkyň získala na olympijských hrách 1956 bronzovou olympijskou medaili. V roce 1950 získala titul mistryně světa v soutěži jednotlivkyň. S francouzským družstvem fleretistek vybojovala v letech 1950 a 1951 titul mistryň světa.